# اری رط
اری رط (انگلیسی: Ari Rath; ۶ ژانویهٔ ۱۹۲۵ – ۱۳ ژانویهٔ ۲۰۱۷) روزنامه‌نگار، و سردبیر روزنامه اهل اسرائیل بود.